# 瑪麗埃塔鎮區 (內布拉斯加州桑德斯縣)
瑪麗埃塔鎮區（英語：Marietta Township）是位於美國內布拉斯加州桑德斯縣的一個行政鎮區。

## 地方資料
瑪麗埃塔鎮區的面積為78.42平方千米，當中陸地面積為78.39平方千米，而水域面積為0.03平方千米。根據2020年美國人口普查的數據，當地共有人口923人，而人口密度為每平方千米11.77人。